# 323
323 (CCCXXIII) fue un año común comenzado en martes del calendario juliano, en vigor en aquella fecha.
En el Imperio romano, el año fue nombrado como el del consulado de Severo y Rufino, o menos comúnmente, como el 1076 Ab Urbe condita, adquiriendo su denominación como 323 a principios de la Edad Media, al establecerse el anno Domini.

## Acontecimientos
- Jin Ming Di sucede a Jin Yuan Di como emperador de China.

## Fallecimientos
- Jin Yuan Di, emperador de China.